# 中央警察大学
中央警察大学（ちゅうおうけいさつだいがく、Central Police University）は、台湾桃園市に位置する台湾警察幹部養成を目的とした中華民国の高等教育機関である。1936年に北京にて設立された京師警務学堂まで淵源を辿ることができる。直接的には中国国民党が統一された警察官教育を行うことを目的に1936年に内政部警官高等学校及び浙江省警官学校を統合し中央警察学校として成立したものが前身である。国共内戦後1954年に台湾で復興している。

## 歴史
| 年     | 月日   | 事跡                                                                          |
| ------ | ------ | ----------------------------------------------------------------------------- |
| 1901年 | -      | 「京師警務学堂」が開校                                                        |
| 1936年 | 9月1日 | 全国の警察官教育の統一を目的に南京で「中央警官学校」が開校                    |
| 1937年 | -      | 日中戦争の影響により重慶に疎開                                                |
| 1944年 | 1月    | 警政高等研究班を設置                                                          |
| 1945年 | -      | 終戦により南京へ移転 西安、広州、迪化、重慶、北京、瀋陽に分校を設置           |
| 1949年 | -      | 国共内戦の影響で広州、重慶を経て台湾に遷校                                    |
| 1950年 | -      | 学校業務が停止される 台湾で警察官訓練班が設けられ、現職警察官の養成が行われる |
| 1954年 | 5月    | 台湾で「中央警官学校」が復興                                                  |
| 1957年 | -      | 4年制の大学部を設置                                                           |
| 1970年 | -      | 修士課程を設置                                                                |
| 1974年 | -      | 女子学生の募集開始                                                            |
| 1995年 | -      | 「中央警察大学」と改称                                                        |

## 教学単位

### 警政管理学院
- 行政警察学科
- 公共安全学科
- 犯罪防止学科
- 外事警察学科
- 国境警察学科
- 行政管理学科
- 法律学科

### 警察科技学院
- 刑事警察学科
- 消防学科
- 交通学科
- 情報管理学科
- 鑑識科学学科
- 水上警察学科
- 保安警察学科

## 研究センター
- 移民研究センター
- テロリズム研究センター
- 国土安全研究センター
- 安全管理センター
- 捜査と鑑識科学研究センター

## 教員

### 歴代校長・学長
| 区分     | 時代   | 氏名   | 任期                          |
| -------- | ------ | ------ | ----------------------------- |
| 南京警校 | 初代   | 蔣介石 | 1936年9月1日 - 1947年10月1日  |
| 南京警校 | 第2代  | 李士珍 | 1947年10月1日 - 1949年2月     |
| 南京警校 | 第3代  | 陳玉輝 | 1949年2月 - 1949年6月         |
| 南京警校 | 第4代  | 李騫   | 1949年7月 - 1950年6月         |
| 警官学校 | 第5代  | 楽幹   | 1954年10月 - 1956年4月        |
| 警官学校 | 第6代  | 趙龍文 | 1956年4月 - 1966年11月        |
| 警官学校 | 第7代  | 梅可望 | 1966年12月 - 1973年12月       |
| 警官学校 | 第8代  | 李興唐 | 1973年12月 - 1983年4月        |
| 警官学校 | 第9代  | 周世斌 | 1983年4月 - 1987年5月         |
| 警官学校 | 第10代 | 顔世錫 | 1987年5月 - 1995年5月         |
| 警察大学 | 第11代 | 姚高橋 | 1995年5月 - 1996年6月         |
| 警察大学 | 第12代 | 陳璧   | 1996年6月 - 1997年7月         |
| 警察大学 | 第13代 | 謝瑞智 | 1997年7月 - 2000年8月         |
| 警察大学 | 第14代 | 朱拯民 | 2000年8月 - 2001年8月         |
| 警察大学 | 第15代 | 蔡徳輝 | 2001年8月 - 2006年3月         |
| 警察大学 | 第16代 | 謝銀党 | 2006年3月 -2008年6月20日      |
| 警察大学 | 第17代 | 侯友宜 | 2008年6月20日 -2010年12月24日 |
| 警察大学 | 第18代 | 謝秀能 | 2011年3月18日 -2014年1月16日  |
| 警察大学 | 第19代 | 刁建生 | 2014年1月16日 -2019年1月6日   |
| 警察大学 | 代理   | 荘徳森 | 2019年1月10日 -2019年2月12日  |
| 警察大学 | 第20代 | 黎文明 | 2019年2月13日 -               |

## スポーツ・サークル・伝統
- 柔道部
- 劍道部

## 主な出身者
- 李昌鈺：24期刑事警察学科卒業、刑事鑑識専門家，元アメリカ合衆国コネチカット州公安総監（Commissioner of Public Safety）
- 潘進丁：39期犯罪防止学科卒業、ファミリーマート先任総裁。
- 黃富源：43期犯罪防止学科卒業、以前に中華民国考試院考試委員、中華民国行政院人事行政總處人事長の職を務めた。
- 侯友宜：45期刑事警察学科正科卒業。その後第17代校長に、新北市長。